# قسم بالغلو الريفي (مقاطعة أردبيل)
قسم بالغلو الريفي (بالفارسية: دهستان بالغلو) هي قسم تقع في إيران في قسم. يقدر عدد سكانها بـ 21,368 نسمة .